# Gippel
Gippel är ett berg i Österrike.   Det ligger i distriktet Lilienfeld och förbundslandet Niederösterreich, i den östra delen av landet, 70 km sydväst om huvudstaden Wien. Toppen på Gippel är 1 630 meter över havet, eller 363 meter över den omgivande terrängen. Bredden vid basen är 6,8 km.
Terrängen runt Gippel är huvudsakligen lite bergig. Runt Gippel är det ganska tätbefolkat, med 67 invånare per kvadratkilometer.. Närmaste större samhälle är Neuberg an der Mürz, 15,0 km söder om Gippel. 
I omgivningarna runt Gippel växer i huvudsak blandskog.